# Trioceros ellioti
Trioceros ellioti (Syn.: Chamaeleo ellioti) ist mit 15 bis 22 cm Länge eine relativ kleine Chamäleonart, dessen Verbreitungsgebiet sich rund um den gesamten Viktoriasee erstreckt. Es handelt sich um eine sehr anpassungsfähige Chamäleonart, welche man in Höhenlagen von 600–3000 m über dem Meeresspiegel findet. Sie bevorzugen vor allem Savannenlandschaften mit niedrigem Gebüsch und hohem Gras sowie Waldränder und zum Teil auch als Kulturfolger landwirtschaftlich genutzte Flächen und Gärten. Im Habitat liegen in der Regel die Tagestemperaturen zwischen 25 und 27 °C und fallen nachts auf 16–18 °C, in Höhenlagen sogar auf 10 °C ab. Die relative Luftfeuchte beträgt ca. 60–80 % bei einer durchschnittlichen Niederschlagsmenge von 1000 mm im Jahr.
Trioceros ellioti erreicht in der Natur zumeist nur ein Alter von 1 bis 2 Jahren. In Gefangenschaft können sie aber bis zu 4 Jahre alt werden.
Bemerkenswert ist bei dieser Tieren der Übergang zur Ovoviviparie, welche es ihnen ermöglicht sich auch in kälteren Hochgebirgslagen fortzupflanzen.
Umgangssprachlich wird Trioceros ellioti manchmal auch als Elliot’s oder Blaues Chamäleon bezeichnet. Diese Namen haben aber keinen Einzug in wissenschaftliche Publikationen o. ä. gefunden.

## Aussehen
Der Helm ist nur schwach ausgeprägt und über Rücken, Bauch und Kehle befinden sind gleichmäßig gezackte Kämme. Die restliche Beschuppung des Körpers ist eher unregelmäßig. Die Weibchen dieser Art erreichen eine Gesamtlänge von 22 cm. Die Männchen bleiben mit maximal 17 cm etwas kleiner. Ein sicheres Unterscheidungsmerkmal des Geschlechtes ist die verdickte Schwanzwurzel, welche bei den Männchen stark ausgeprägt ist und bei den Weibchen völlig fehlt.
Das große heterogene Verbreitungsgebiet und die extreme Höhenamplitude spiegelt sich auch in der Variabilität der Farbe wider. So ist das Farbspektrum der Männchen je nach Population ähnlich vielfältig wie das der Teppichchamäleons und weist meist hohe Blau- und Gelbanteile auf. Die Weibchen sind in der Regel weniger auffällig und zeigen sich ausschließlich in Braun-, Grau- oder Grüntönen. Allen Tieren gemeinsam ist der weiße oder braune Lateralstreifen, welcher sich über die gesamte Flanke zieht.
Durch die enge Verwandtschaft mit Trioceros bitaeniatus wird es oft mit diesem verwechselt. Es lässt sich jedoch sehr leicht anhand seiner 2–3 schwarzen Längsstreifen in der Interstitialhaut am Kehlsack von diesem unterscheiden.

## Fortpflanzung
Trioceros ellioti ist ovovivipar. Die Weibchen dieser Art werfen bis zu viermal im Jahr 2 bis 14 Jungtiere. Dies geschieht in der Regel in den frühen Morgenstunden, wobei die vollentwickelten Jungtiere in einer klaren Eihaut einfach ins Gras absetzt werden. Bereits wenige Minuten später befreien sich dann die Nachzuchten aus dieser Haut. Durch die Fähigkeit die Spermien im Receptaculum seminis zu speichern, können die Weibchen mit einer Paarung mehrere Gelege produzieren. Trotzdem sind sie ungefähr 14 Tage nach der Geburt wieder paarungsbereit. Die Jungtiere selbst sind nach etwa sechs bis neun Monaten geschlechtsreif und die Tragezeit beträgt 100–160 Tage.
Für den Paarungsakt selbst setzt man das Männchen in das Becken des Weibchens. Nach einer kurzen Orientierung sollte sich das Männchen mit nickenden Kopfbewegungen dem Weibchen nähern. Ist dieses nicht paarungsbereit so wird es eine Warnfärbung zeigen und das Männchen bei weiterer Annäherung beißen bzw. versuchen zu flüchten. Ansonsten unternimmt es nichts und es kommt zur Paarung, indem das Männchen seitwärts auf das Weibchen klettert und versucht beide Kloakenöffnungen übereinander zubringen. Die Kopulation selbst dauert ca. 15 Minuten.